# Joan Rodés i Teixidor
Joan Rodés i Teixidor (Barcelona, 1938 - 10 de gener de 2017) va ser un metge català, catedràtic de Patologia Digestiva, cap de Servei i director d'Investigació de l'Hospital Clínic de Barcelona i director de l'Institut d'Investigacions Biomèdiques August Pi i Sunyer.

## Biografia

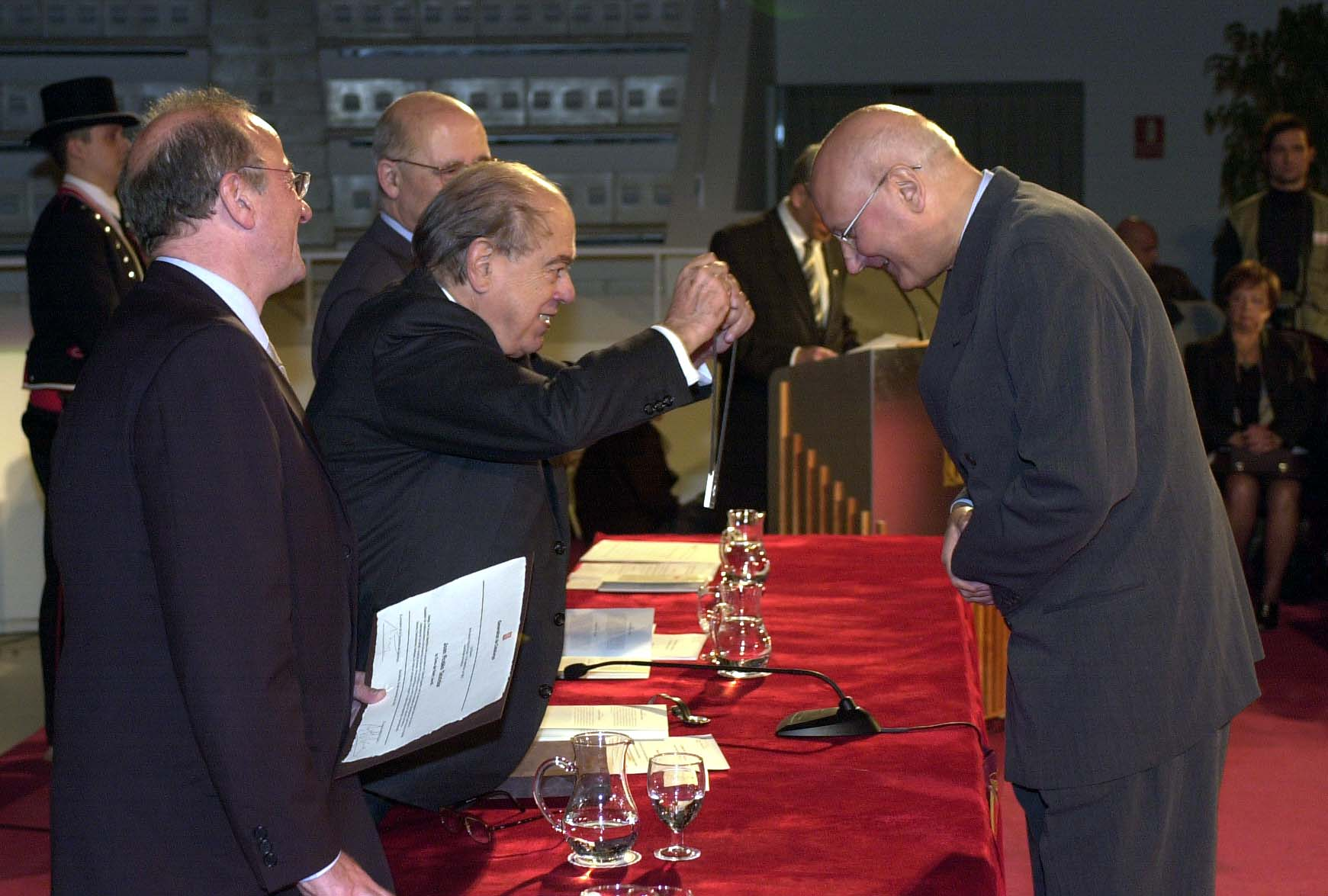
Joan Rodés rep la Creu de Sant Jordi de mans del President Pujol (2001).

Es doctorà en medicina a la Universitat de Barcelona el 1967. En l'any 1973 va obtenir la Prefectura del Servei d'Hepatologia de l'Hospital Clínic i en 1985 va ser nomenat Catedràtic de Medicina de la Universitat de Barcelona.
En 1968 participa activament en la creació de l'Associació Espanyola per a l'Estudi del Fetge, de la qual fou president el 1986-1989. Durant els anys 1976 a 1979, va ser nomenat membre del Comitè de la European Association for the Study of the Liver, de la qual va ser president en els períodes 1990-1991 i 1992-94. També ha estat president de la International Association for the Study of the Liver. El 2001 va rebre la Creu de Sant Jordi per la seva contribució a l'estudi de les malalties del fetge. El 2006 va rebre el Premi Nacional d'Investigació, i el 2015 fou distingit amb la Medalla d'Or de la Generalitat de Catalunya.